# Kleinandelfingen
Kleinandelfingen is een gemeente en plaats in het Zwitserse kanton Zürich, en maakt deel uit van het district Andelfingen.
Kleinandelfingen telt 1981 inwoners.